# 劣幣驅逐良幣
劣币驱逐良币（英語：Bad money drives out good）在经济学称为葛蘭辛法则、格勒善定律（英語：Gresham's Law），这是一种货币规律，指出如果有两种形式的商品货币流通，消费者保留行市场交易，而使得在市场流通的大多为劣币，良币则较少见于世，此定理也被广泛用于非经济学的层面。

## 命名
这项法则于1860年由亨利·邓宁·麦克劳德以托马斯·格雷欣爵士（1519-1579）——都铎王朝时期的英国金融家，伊丽莎白一世的财政顾问——命名。 然而，这个概念本身已经在此之前被其他人所描述过：阿里斯托芬在他的戏剧“青蛙”中的表现，该剧可以追溯到公元前5世纪末，在14世纪由尼克尔·奥里斯姆（1350），在其《关于货币的起源，性质，法律和变更》论文中所提及 ，以及马穆鲁克苏丹国的法学家和历史学家阿爾-馬格里茲（Al-Maqrizi，1364-1442）; 1519年的尼古拉·哥白尼在一篇名为《鑄幣系統》（Monetae cudendae ratio）的论文中也有所提及。因此，该法则偶尔也被称为格雷欣-哥白尼定律。

## “良币”与“劣币”
在格雷欣法则中，“良币”是指名义价值（货币的面值）与商品价值（铸造货币的金属的价值，通常为贵金属、镍和铜）几乎没有差别的货币。在没有货币法偿法的年代，金属铸币通常能以比金属条本身更高的市场价值自由流通。这一现象在加拿大枫叶金币、南非克留格尔金币、美国鹰扬金币以及奥地利的玛丽雅特里萨泰勒银币和墨西哥利伯塔德银币等投资型硬币中都有体现。这类金属币都有已知的纯度且形状易于持握。人们通常更愿意用这种金属币而不是一堆价值不明的贵金属块进行交易，因此他们赋予同等重量的金属币更高的价值。
货币面值与其商品价值之差即为铸币税。一些金属币存于收藏家手中，不参与流通，这导致了对货币需求的增加。
另一方面，劣币是指商品价值低于面值却能够和良币一起流通的货币，二者同为法定货币，因而公众要将其视为价值相等的货币予以接受。在格雷欣的时代，劣币指一切被贬损价值的货币。货币贬损经常由铸币机构造成。他们用少于官方规定的贵金属量铸造货币，通常以掺杂贱金属的方式。公众有时候也会削掉或刮掉金币的一小部分造成币值贬损，这也被称为“去茎”（滚边币就是为了防止这一行为）。由贱金属仿制的假币也是劣币的一种。现在所有流通的货币都是由贱金属铸造的，叫做法币（无锚货币）。
对于被削刮的货币和假币来说，它们的商品价值由于作假被降低了，面值却依然维持不变。从另一个角度看，那些被政府发行者贬损的铸币，其商品价值通常公开遭到削减，但在法定货币法的作用下它们仍保有原来的高面值。
- 未剪邊的西里克銀幣
- 部份剪邊的西里克銀幣
- 過度剪邊的西里克銀幣

## 历史演变

### 貴金屬貨幣
古罗马时代，人们會私自从金银钱币上削下一小角，再將此種货币充当买卖媒介；因貨幣本身的貴金屬含量減少，货币的价值也减小。久而久之，人們很快就觉察到市面上的貴金屬貨幣越來越轻，就把未遭毀損的足值金银货币积存起来，只用那些不足值的货币進行買賣，而劣幣則漸漸把良幣从流通领域中排挤出去。为控制此一现象的蔓延，政府发行了邊緣帶有鋸齒刻紋的货币，如果货币边缘的刻紋被挫平，人们就知道被动过手脚。
另外一種劣幣驅逐良幣的情形發生在金銀複本位制之下，金銀複本位制度曾經被18世紀至19世紀的英國、美國及法國長期採用。由於金幣和銀幣之間的兌換比率是政府經由法律定下的，所以會長期穩定不變，但金銀之間的相對開採成本、市場價格卻會因為供需法則而波動。「良幣」並非只指單價高的貨幣，而是指相對於兌換率較有優勢的貨幣。假設金幣兌銀幣的法定兌換率是1：10，若一枚金幣熔化後能換取超過十個銀幣，則金幣為良幣；若十個銀幣熔化之後能換取超過一個金幣，則銀幣為良幣。若當黃金實際價值超過法定兌換率時，人們就會將手中價值較高的金幣（良幣）熔成金塊，再將這些黃金賣出並換成銀幣（相對上的劣幣）使用；經過這種程序，就可比直接用「金幣換銀幣」買到更多的銀幣，進而使私人財產增加。有時民間會以此方法大量斂財，故市面上的良幣就日益被熔化而減少，劣幣則會充斥市場並嚴重擾亂市場秩序，但如果金幣與銀幣的兌換比率可以自由調整時，當黃金實際價值超過原有兌換率時，人們必須拿出更多銀幣，才能換到同樣數量的金幣，來反映兩者不同的品質差異，人們仍可使用這兩種貨幣交易，劣幣驅逐良幣不會在此起作用。

### 紙鈔貨幣
进入纸币流通的时代，货币的不足值性更加明显，国家也必须有更加有力的手段保障其法偿性。也正是在这时，格雷欣法则开始受到一些学者的质疑。事实上，没有良币出现，或者有强而有力的政府禁止良币的使用，劣币也無法一直流通下去。
在中國大陸，國民政府執政末期，法币在无止境发行后以年率萬倍贬值，物价飞涨，民间开始使用银元，拒收法幣。此时的國民政府禁止人民使用银元並加以没收，而後更发行银元券，但是民間的買賣并不因此法令限制而接受银元券，许多私人机构开始以大米为薪金，社会退化到了以物易物的时代。
问题的根源在于，劣币驱逐良币并不是产生于竞争的前提条件下。每一套货币的发行，都是由国家强制人民接受的，尽管付款的一方很乐意使用劣币，但收款的一方却不会甘愿接受，只有在国家能保证收款方接受的劣币能够继续流通时，劣币才會得以存在，这条规律才能继续起作用。

## 学科拓展
劣幣驅逐良幣的論調後來亦被廣泛應用於非經濟學的層面，人们用这一法则来泛指价值不高的东西会把价值较高的东西挤出流通领域，主要指假冒劣质产品在多种渠道向正牌商品挑战，并具有膨胀和蔓延的趋势。

## 常见误用

### 軟體市场
比如说，在軟體市场上的经济秩序和法规约束尚不完善时，或者不能很好协调工作时，盗版軟體影响正版软件的制作、销售等，从而危害軟體业健康发展的趋势。这种趋势经常被误称为“劣币驱逐良币”，应该被称为“盗版驱逐正版”，是一种非正常的市场状态。除了商业和金融领域，在社会上的其他领域中也存在这样的现象。

### 传播学
在新闻传播领域，低俗传媒往往比嚴肅的傳統传媒更容易获得更大的市场，因为低俗媒體刊载大量的媚俗内容，具有一定的读者群，傳統媒體的读者量往往會少于低俗媒體，因腥羶色的新聞篇幅能赚来更多的閱讀率和製造噱头。正确的用法是使用「逐底競爭」。
美國前副总统斯皮羅·阿格紐使用格雷沙姆法则来描述美国新闻行业，指出“坏消息驱逐了好消息”，尽管他的论点更接近「逐底競爭」的论点, 也即追求获得更高的收视率，而不是高估或低估某些新闻。
意大利作家卡尔维诺写道：「在一个人人都偷窃的国家里，唯一不去偷窃的人就会成为众矢之的，成为被攻击的目标。因为在羊群中出现了一只黑羊，这只黑羊就是“另类”，一定会被驱逐出去。」
在信用领域的“格雷欣法则”即失信者得利、守信者失利的现象，是由于处在经济体制转型期，旧的信用制度被破坏、新的信用制度又尚未建立而造成。

## 应用
此定律有時可應用在不同領域或學科。通常適用於任何因缺乏資訊或政府法令等因素，所導致某物的真實價值與人們必須接受的價值之間存在明顯差別的情況。
在二手车市场上，柠檬车（美國俚語稱有瑕疵的車輛為「檸檬」，劣幣的類比）會將好車淘汰掉。這是種資訊不對稱的問題。賣方有强大的財務动机将所有的二手车，特別是檸檬車都当作好车賣。造成買方難以用公平价格購得一辆好车，因為買方無從得知真實車況，冒著風險多付錢卻可能買到檸檬車，導致買方為了避免風險損失，只願意用相當於檸檬車的合理價格交易，好車因此被擠出市场，因爲沒有一個好方法来证明它们确实更有价值。中古車認證計畫試圖以提供保固和其他品質保證的方式來減輕此問題。 《柠檬市场》是一部更详细地研究此问题的著作。有些人还將此定律解释为：「效率越高，效率就越低」。即「試著便宜賣，從此不想賣」或「对無形服务的投资越少，获得的销售就越少」。
格雷戈里·貝特森假設類似定律在文化演化中的作用：「過度簡化的理念將永遠取代精緻複雜的理念，低俗與可憎將永遠取代美麗。而美麗依舊永恆。」

## 引用来源
1. ↑  Chen, James. . Investopedia.   [2019-03-04]. （原始内容存档于2022-05-16）.
2. ↑  . Encyclopedia Britannica.   [2019-03-04]. （原始内容存档于2021-03-01） （英语）.
3. ↑  E., Woods, Thomas, , Playaway Digital Audio, [released 2009], ©2009  [2019-03-04], ISBN 9781433296383, OCLC 435374542
4. ↑  . Wikipedia. 2019-01-20  [2019-03-04]. （原始内容存档于2022-03-22） （英语）.
5. ↑  Louis., Baeck,. . London: Routledge. 1994. ISBN 0415093015. OCLC 30398606.
6. ↑  Angus Armitage, The World of Copernicus. . : chapter 24, pp. 89–91.
7. ↑  Krueger, Mr Russell C.; Ha, Mr Jiming. . International Monetary Fund. 1995-03-01. ISBN 9781455299911 （英语）.
8. ↑  劣幣真能驅逐良幣嗎？"經濟達人"
9. ↑  . www.americanrhetoric.com.   [2022-07-24]. （原始内容存档于2022-07-14）.
10. ↑  Internet Archive, Louis. . Cambridge [Cambridgeshire] ; New York : Cambridge University Press. 1983. ISBN 978-0-521-23994-3.
11. ↑  Gregory Bateson, Mind and Nature: A Necessary Unity 6 (1979).